# Austrálie (kontinent)
Kontinent Austrálie (anglicky Australia) se nachází na jižní polokouli. Někdy je definován jako pevninská Austrálie a Tasmánie spolu s okolními malými ostrovy. Jindy tato definice zahrnuje ostrov Nová Guinea (který leží na stejném kontinentálním šelfu) a jeho okolní menší ostrovy spolu s Austrálií.
Je to kontinent s nejmenší rozlohou a nejmenší průměrnou nadmořskou výškou. Ačkoliv stát Austrálie zabírá většinu kontinentu, často chybně uváděno celý, jeho hranice jsou definovány kontinentální plošinou, která pokrývá 2,5 mil. km² včetně Arafurského moře, Korálového moře s Velkým bariérovým útesem, s hloubkou kolem 50 m. Toto moře je jedním z nejdůležitějších mořských ekosystémů a chráněným životním prostorem pro 1500 druhů ryb, 4000 druhů měkkýšů a 400 druhů korálů.
Nový Zéland není součástí australského kontinentu, protože se nenachází na jeho kontinentálním šelfu; je však částí ponořeného kontinentu Zélandie. Zélandie a společně s Austrálií tvoří širší region Australasie, jenž je součástí Oceánie.

## Definice

### Pouze Austrálie
Definice kontinentu Austrálie někdy zahrnuje pevninskou Austrálii a její okolní ostrovy včetně Tasmánie, což z něj činí nejmenší kontinent světa. Když je použita tato definice, Austrálie je jediným světovým kontinentem, který je řízen jediným národním státem, Austrálií.
Pokud je tento kontinent definován pouze jako Austrálie, má rozlohu přibližně 7 690 000 kilometrů čtverečních. Je to nejníže položený kontinent na světě, jeho nejvyšším bodem je Mount Kosciuszko s nadmořskou výškou 2 228 metrů, nejnižším bodem je Eyreovo jezero, které je 15 metrů pod hladinou moře, a průměrná nadmořská výška kontinentu je 330 metrů.

### Austrálie a Nová Guinea
Definice kontinentu Austrálie také někdy zahrnuje australskou pevninu, Tasmánii a ostrov Nová Guinea; všechny tyto oblasti sdílejí mělký kontinentální šelf. Tato definice zahrnuje všechny moderní zemské masy, které v dobách nižších hladin moří zahrnovaly prehistorický kontinent označovaný jako Sahul. Po zahrnutí Nové Guineje je kontinent řízen třemi národními státy; Austrálií, Papuou Novou Guineou a Indonésií (která ovládá západní Novou Guineu).
Podle této definice Nová Guinea představuje hornatý severní okraj australského kontinentu, protože Nová Guinea je jedním z nejhornatějších ostrovů na světě. Nejvyšším bodem Nové Guineje je Puncak Jaya s nadmořskou výškou 4 884 metrů. Celková plocha Austrálie, Nové Guineje a Tasmánie je přibližně 8 500 000 kilometrů čtverečních.

## Poloha

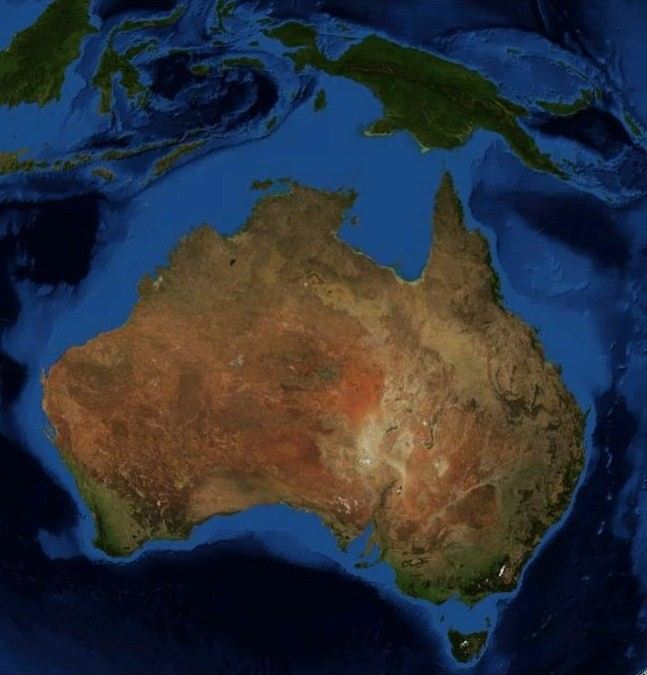
Australský kontinent z vesmíru. Australský kontinentální šelf, který byl v dobách ledových nad mořskou hladinou, má světle modrou barvu.

Austrálie leží jihovýchodně od Asie a mezi oběma kontinenty leží velké množství ostrovů, jejichž přiřazení k tomu či onomu světadílu není jednotné. Budeme-li se navíc držet přístupu, který popisuje Austrálii pohromadě s Oceánií, přidají se k ostrovům australského šelfu ještě desítky dalších souostroví tisíce kilometrů daleko v Tichém oceánu.
Nejzazší body na pevnině:
- Nejsevernější bod: Cape York na stejnojmenném poloostrově v Queenslandu (10° 41' j. š.)
- Nejjižnější bod: South East Cape ve státě Victoria (39° 07' j. š.)
- Nejzápadnější bod: Steep Point v Západní Austrálii (113° 09' v. d.)
- Nejvýchodnější bod: Cape Byron v Novém Jižním Walesu (153° 39' v. d.)

Nejzazší body včetně šelfových ostrovů:
- Nejsevernější bod Nové Guineje leží poblíž Warmandi v indonéské části (0° 21' j. š.)
- Nejsevernější bod souostroví Moluky, které se někdy také přiřazuje k Austrálii, leží na ostrově Morotai a jmenuje se Tanjung Sopi (2° 39' s. š.)
- Nejjižnější bod: South East Cape na Tasmánii (43° 39' j. š.)
- Nejzápadnější bod: Dirk Hartog Island v Západní Austrálii (112° 55' v. d.)
- Nejvýchodnější bod: Cape Byron v Novém Jižním Walesu (153° 39' v. d.)

Nejzazší body Oceánie:
- Nejsevernější bod: Kure Island, Midway (28° 25' s. š.)
- Nejjižnější bod: Campbell (52° 30' j. š.)
- Nejzápadnější bod: ostrov Misool v indonéské provincii Papua (129° 43' v. d.)
- Nejvýchodnější bod: Sala y Gómez (105° 28' z. d.)

## Geografie

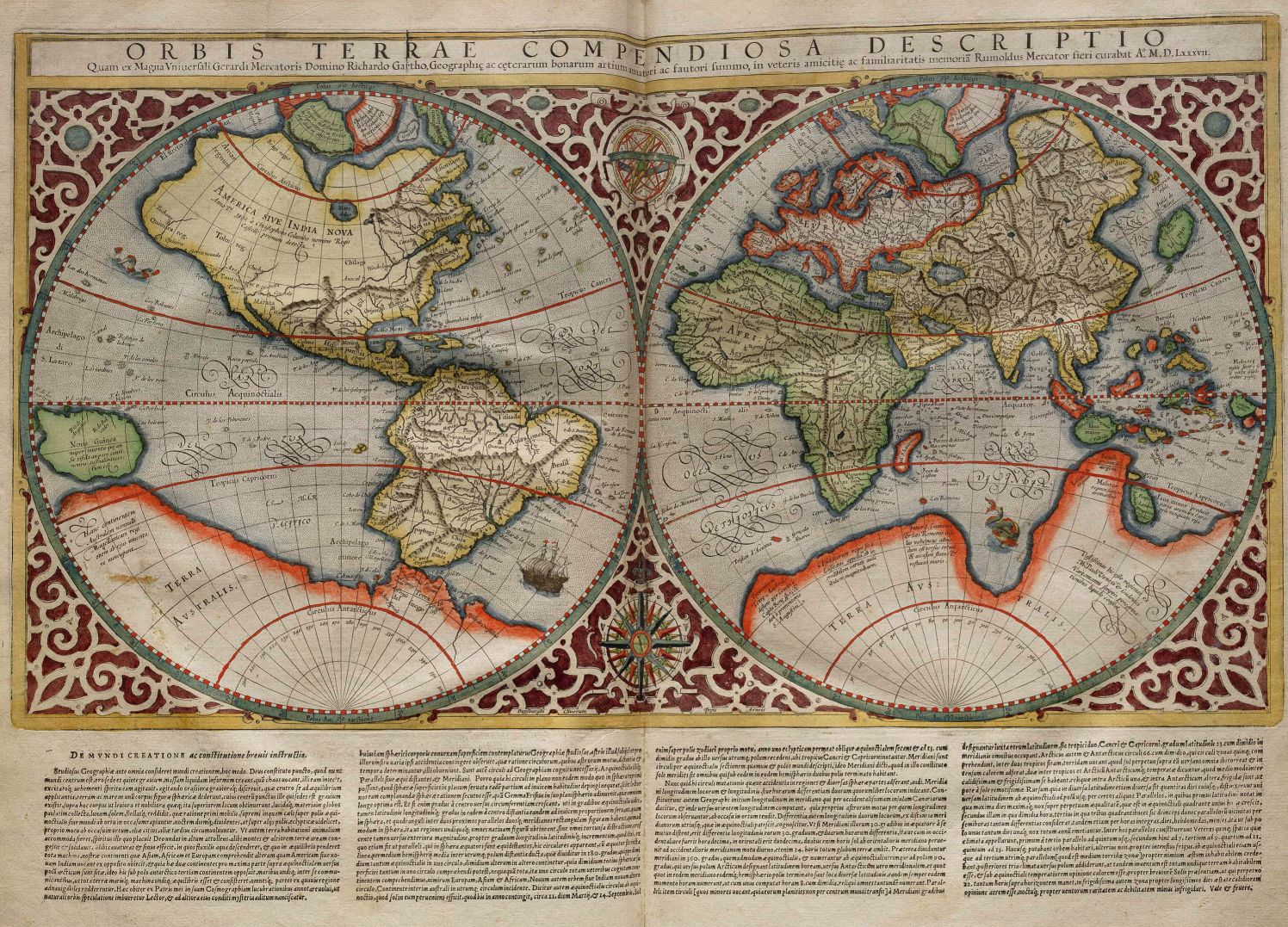
Terra Australis na mapě od Rumolda Mercatora, 1587

Během posledních 10 000 let zatopila vzrůstající úroveň moří nížiny a oddělila dnešní nízko položenou polovyprahlou pevninu a dva hornaté ostrovy Novou Guineu a Tasmánii, které z tektonického hlediska k Austrálii také náležejí. Zhruba 70 % jeho území zahrnují pouště, polopouště a suché stepi. Malé území na severu patří k tropům s průměrnými ročními srážkami 2000 mm a místy se na něm vyskytují zbytky tropického deštného pralesa. Lidské osídlení se soustředí zejména na severní až jihovýchodní pobřeží a přilehlé ostrovy (zejména Tasmánii). Západní a jihozápadní pobřeží, které bylo osídleno jako první, a střed kontinentu mají mnohem horší podmínky k životu.

## Flóra
Austrálie se vyznačuje svébytným rostlinstvem. Mezi známé rostliny australského původu patří především blahovičník (eukalyptus). Velký bariérový útes je téměř 2000 kilometrů dlouhý korálový útes, který se vytvářel miliony let a kde žije asi 350 druhů korálů.

## Fauna
Převažující zvířecí druhy obývající Austrálii patřící do čeledi klokanovití, rodu ježura nebo kasuár jsou australskými endemity.

## Obyvatelstvo
Původní obyvatelé na australský kontinent přišli před více než 50 000 lety během jedné z prvních expanzí lidstva z Afriky, kdy australská pevnina a Nová Guinea ještě díky nízké hladině moří tvořily jedinou pevninu zvanou Sahul. Obecně se původní populace dělí na Melanésany a Austrálce (též Aboridžijce). Melanésané obývají Novou Guineu (kde se nazývají Papuánci), ale i přilehlé ostrovy, které již technicky nepatří k australskému kontinentu, ale k Oceánii (např. Šalomounovy ostrovy a Nová Kaledonie). Za podskupinu Austrálců lze označit vymřelé Tasmánce, kteří ale byli od ostatních Austrálců izolováni stoupající hladinou oceánu ve stejnou dobu, jako Papuánci. Nedávno bylo zjištěno, že se původní obyvatelé během australské expanze křížili s vymřelými Denisovany, druhem člověka podobným Neandrtálcům. Podíl denisovanských genů na jejich genomu činí 4–6%.

## Přírodní specifika
Austrálie byla dlouhodobě oddělena od zbytku pevninských formací a díky tomu se zde mohla v izolaci vyvinout unikátní flóra a fauna. Austrálie je známa jako kontinent vačnatců, ovšem ti od kolonizace kontinentu Evropany trpí celou sérií ekologických invazí, které některé z nich již zlikvidovaly. Největší dravý vačnatec vakovlk v době příchodu lidí podlehl cílenému honu a konkurenci dinga. Drobní vačnatci trpí díky systematickému lovu ze strany dinga, lišek a koček či kvůli devastaci prostředí způsobované velbloudy, vodními buvoly, myšmi, krysami, potkany, ropuchami a králíky. Přírodě také nesvědčí rozsáhlý chov dobytka, zejména ovcí.

## Základní údaje
- Rozloha: 7 682 300 km²
- Nejvyšší body: Mount Kosciusko (pevninská část, 2228 m n. m.), Puncak Jaya (celkem, 4 884 m n. m.)
- Nejdelší nevysychající řeka: Murray (2589 km)
- Největší jezero: Eyreovo jezero (9583 km²)